# Liste der Biografien/Holo
Liste der Biografien |
Portal Biografien |
Personensuche
# |
A |
B |
C |
D |
E |
F |
G |
H |
I |
J |
K |
L |
M |
N |
O |
P |
Q |
R |
S |
T |
U |
V |
W |
X |
Y |
Z |
?
 
Ha |
Hd |
He |
Hi |
Hj |
Hk |
Hl |
Hm |
Hn |
Ho |
Hr |
Hs |
Ht |
Hu |
Hv |
Hw |
Hy
 
Hoa |
Hob |
Hoc |
Hod |
Hoe |
Hof |
Hog–Hok |
Hol |
Hom |
Hon |
Hoo |
Hop |
Hoq |
Hor |
Hos |
Hot |
Hou |
Hov |
How |
Hox |
Hoy |
Hoz
 
Hola |
Holb |
Holc |
Hold |
Hole |
Holf |
Holg |
Holi |
Holj |
Holk |
Holl |
Holm |
Holn |
Holo |
Holp |
Holr |
Hols |
Holt |
Holu |
Holv |
Holw |
Holy |
Holz
Die Liste der Biografien führt alle Personen auf, die in der deutschsprachigen Wikipedia einen Artikel haben. Dieses ist eine Teilliste mit 51 Einträgen von Personen, deren Namen mit den Buchstaben „Holo“ beginnt.

## Holo
- Holo, San (* 1990), niederländischer DJ und Techno-Produzent

### Holob
- Holober, Mike (* 1957), US-amerikanischer Jazzpianist, Komponist, Arrangeur, Big-Band-Leader und Hochschullehrer
- Holoborodko, Wassyl (* 1945), ukrainischer Dichter
- Holobradý, Konstantin (1954–1978), slowakischer Badmintonspieler

### Holoc
- Holoch, Wolfgang (* 1947), deutscher Fußballspieler

### Holod
- Holodna, Olha (* 1991), ukrainische Kugelstoßerin
- Holodynski, Manfred (* 1957), deutscher Entwicklungspsychologe

### Holof
- Holofcener, Nicole (* 1960), US-amerikanische Filmregisseurin, Drehbuchautorin und Darstellerin
- Holofernes, Judith (* 1976), deutsche Musikerin, Songschreiberin und AutorinJudith Holofernes (* 1976)

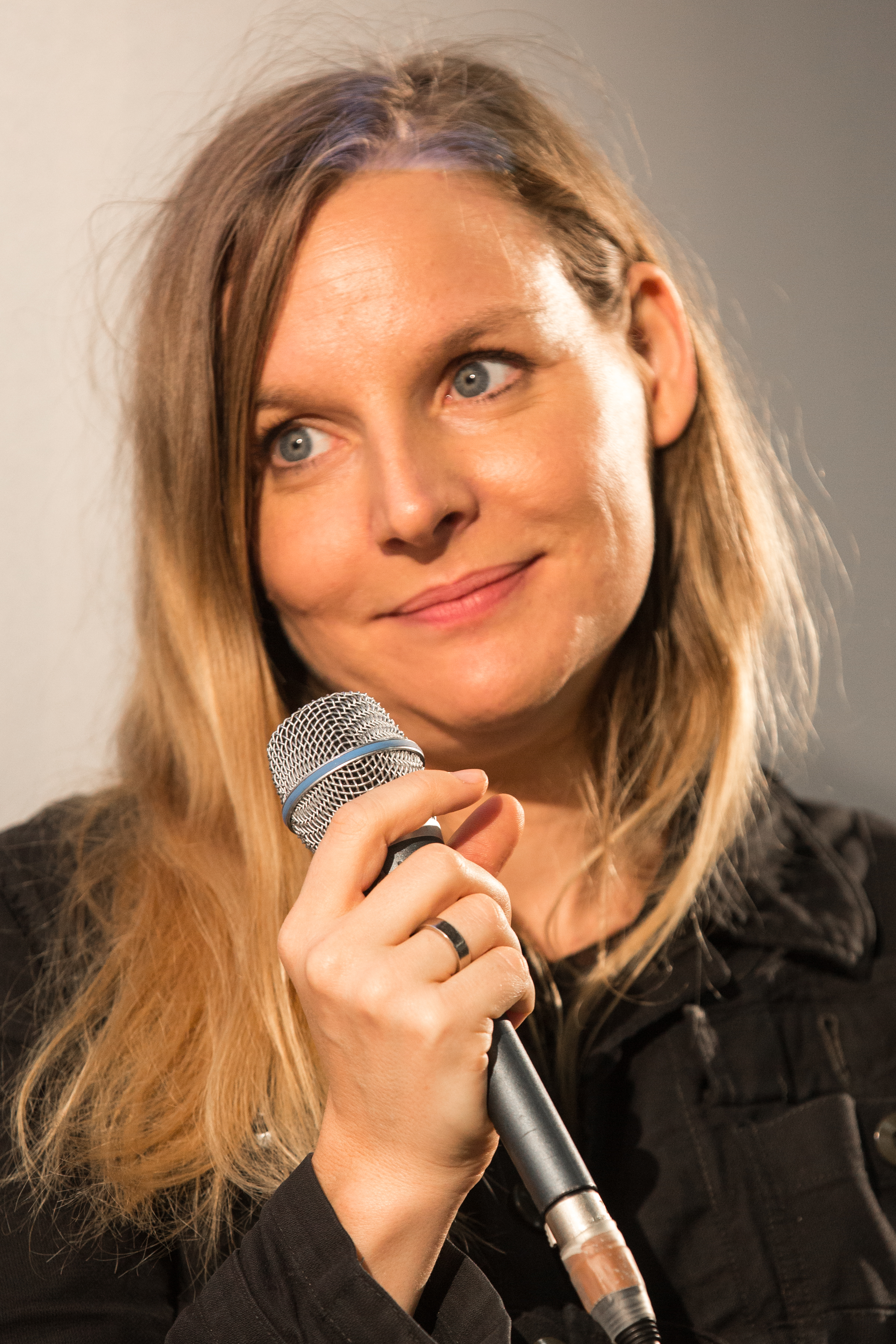
Judith Holofernes (* 1976)

### Holoh
- Holohan, Gerald (* 1947), australischer Geistlicher, römisch-katholischer Bischof von Bunbury

### Holol
- Hololei, Henrik (* 1970), estnischer Ökonom und EU-Beamter

### Holom
- Holomisa, Bantu (* 1955), südafrikanischer Politiker

### Holon
- Holonics, Nico (* 1983), deutscher Schauspieler
- Holonyak, Nick (1928–2022), US-amerikanischer Physiker und Erfinder

### Holop
- Holopainen, Esa (* 1972), finnischer Musiker
- Holopainen, Johannes (* 1988), finnischer Schauspieler
- Holopainen, Juha (* 1970), finnischer Freestyle-Skier
- Holopainen, Jyrki (* 1987), finnischer Unihockeyspieler
- Holopainen, Maija (* 1978), finnische Biathletin
- Holopainen, Pietari (* 1982), finnischer Fußballspieler
- Holopainen, Tuomas (* 1976), finnischer Keyboarder der Metalband NightwishTuomas Holopainen (* 1976)

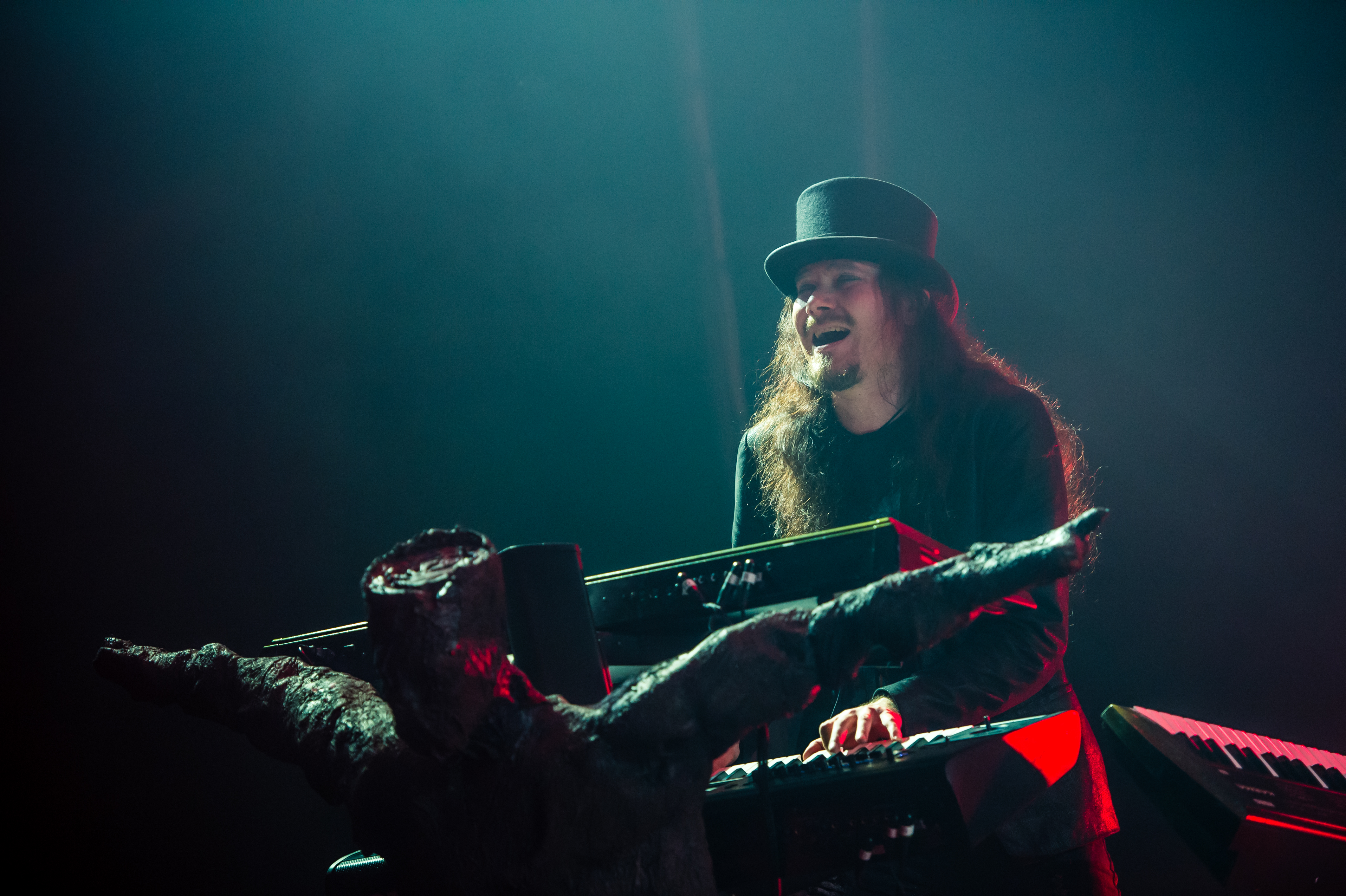
Tuomas Holopainen (* 1976)

- Holopjorow, Wladyslaw (* 1983), ukrainischer Fußballspieler

### Holos
- Holøs, Jonas (* 1987), norwegischer Eishockeyspieler
- Holoschtschapow, Oleksandr (* 1978), ukrainischer Schachgroßmeister
- Hološko, Filip (* 1984), slowakischer Fußballspieler
- Holossij, Oleh (1965–1993), ukrainischer Maler

### Holot
- Hołota, Tomasz (* 1991), polnischer Fußballspieler

### Holou
- Holoubek, Gustaw (1923–2008), polnischer Schauspieler, Film- und Theaterregisseur und Pädagoge
- Holoubek, Jakub (* 1992), tschechischer Skeletonsportler
- Holoubek, Jan (* 1978), polnischer Kameramann, Drehbuchautor und Filmregisseur
- Holoubek, Karl (1899–1974), österreichischer Politiker (SPÖ), Abgeordneter zum Nationalrat, Mitglied des Bundesrates
- Holoubek, Ladislav (1913–1994), slowakischer Komponist und Dirigent tschechischer Herkunft
- Holoubek, Michael (* 1962), österreichischer Verfassungsjurist, Richter am Verfassungsgerichtshof

### Holov
- Holovits, Tamás (1950–2023), ungarischer Regattasegler
- Holovsky, Hilde (1917–1933), österreichische Eiskunstläuferin

### Holow
- Holowasch, Oleksandr (* 1991), ukrainischer Radrennfahrer
- Holowaschtschenko, Roman (* 1987), ukrainischer Boxer
- Holowatschow, Serhij (* 1957), ukrainischer Schriftsteller russischer Sprache
- Holowaty, Christoph (* 1965), Chefreporter bei GamesIndustry.biz
- Holowaty, Stephan (* 1963), deutscher Politiker (FDP), MdL
- Holowazkyj, Jakiw (1814–1888), Folklorist und Wissenschaftler der galizisch-russischen Volkskunde und Sprache
- Hołowczyc, Krzysztof (* 1962), polnischer Rallyefahrer und Politiker, MdEP
- Hołowczyc, Szczepan (1741–1823), Erzbischof von Warschau und Primas des Königreichs Polen
- Holowinski, Anton von (1842–1906), polnischer Mediziner
- Holowinsky, Roman (* 1979), US-amerikanischer Mathematiker
- Holowka, Alec (1983–2019), kanadischer Spieleentwickler und Videospielmusik-Komponist
- Holowka, Peter (* 1943), österreichischer Bildhauer
- Holowkina, Natalija (* 1975), ukrainische Badmintonspielerin
- Holowko, Andrij (1897–1972), ukrainischer Schriftsteller
- Hołownia, Szymon (* 1976), polnischer Journalist und PolitikerSzymon Hołownia (* 1976)

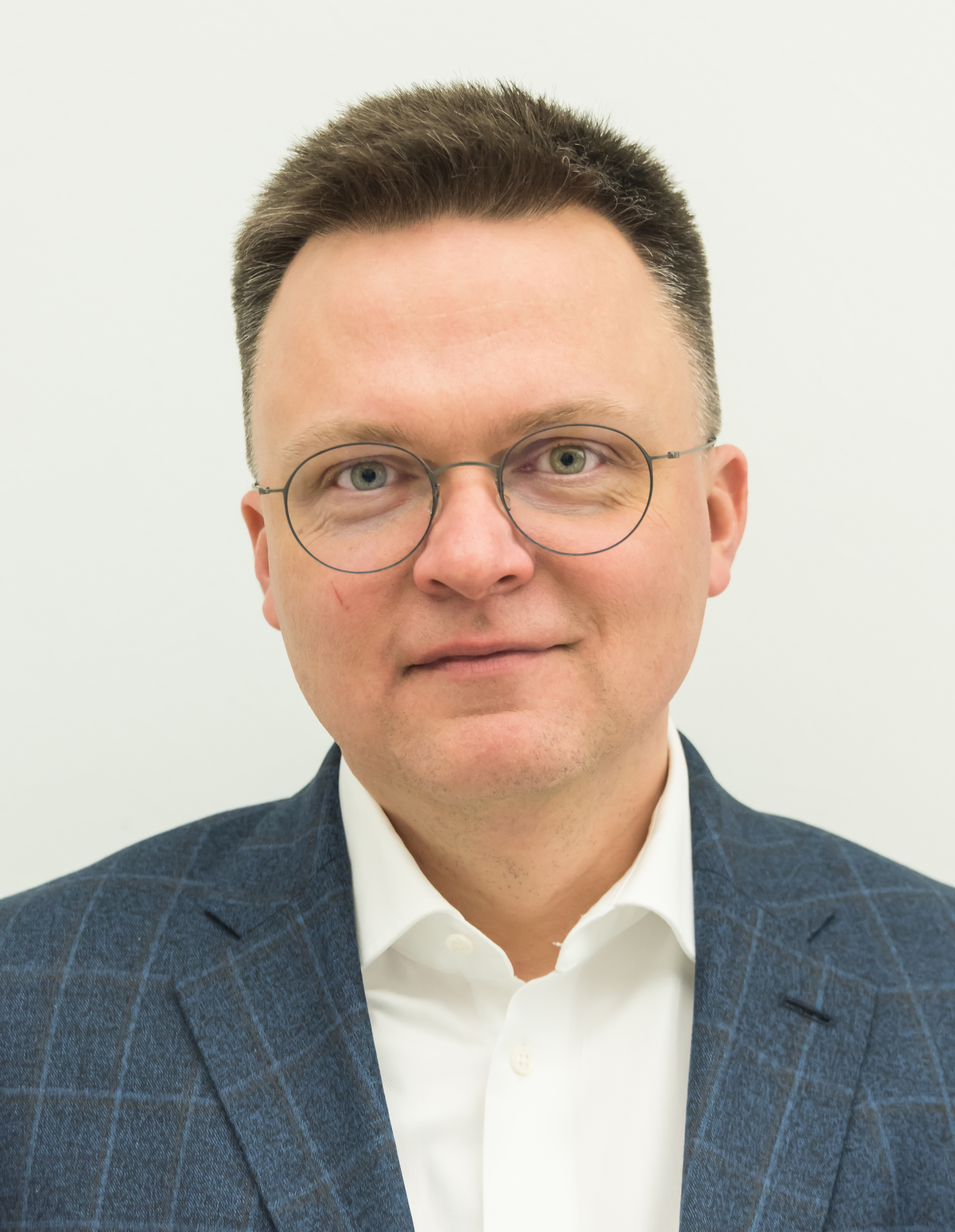
Szymon Hołownia (* 1976)

- Holowtschenko, Tetjana (* 1980), ukrainische Mittel- und Langstreckenläuferin